# 1686 en science
| Années de la science : 1683 - 1684 - 1685 - 1686 - 1687 - 1688 - 1689    |
| Décennies de la science : 1650 - 1660 - 1670 - 1680 - 1690 - 1700 - 1710 |

Cet article présente les faits marquants de l'année 1686 en science.

## Événements

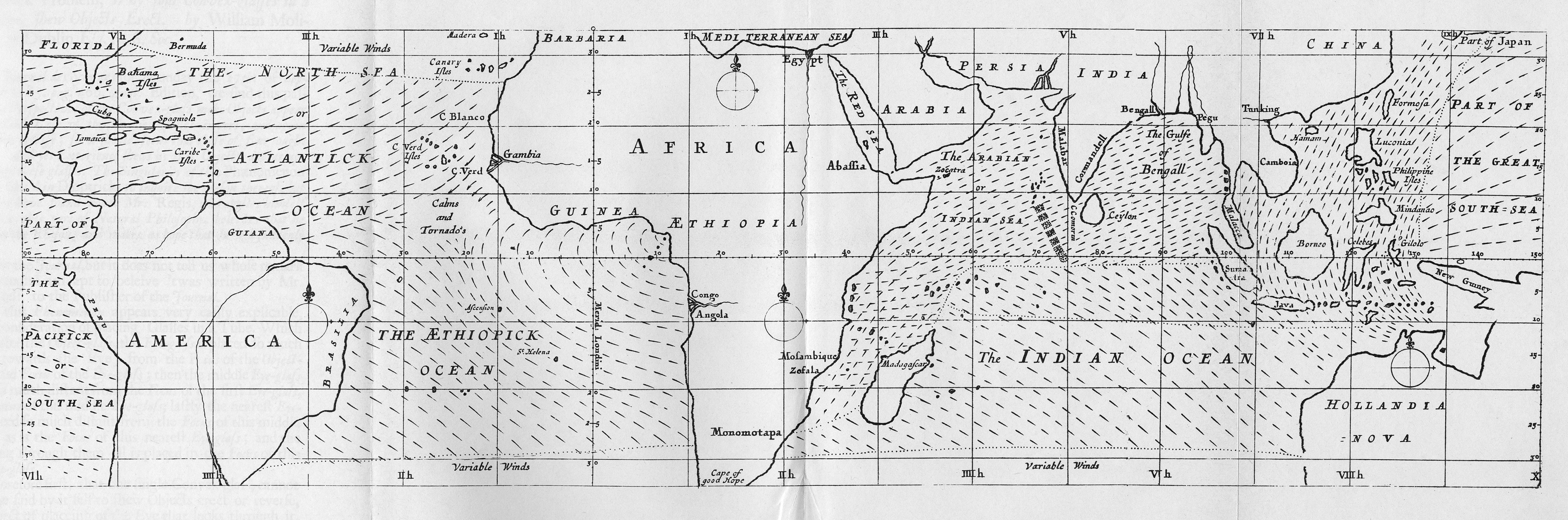
Carte des alizés d'Edmond Halley.

- Edmond Halley, dans son Historical Account of the Trade Winds; calcule comment la pression varie en fonction de l'altitude et publie la première carte des alizés. Il attribue la cause de ces vents à des mouvements de convection induits par le chauffage de l'atmosphère par le Soleil[1].
- Gottfried Kirch découvre que Chi Cygni est une étoile variable[2].

## Publications

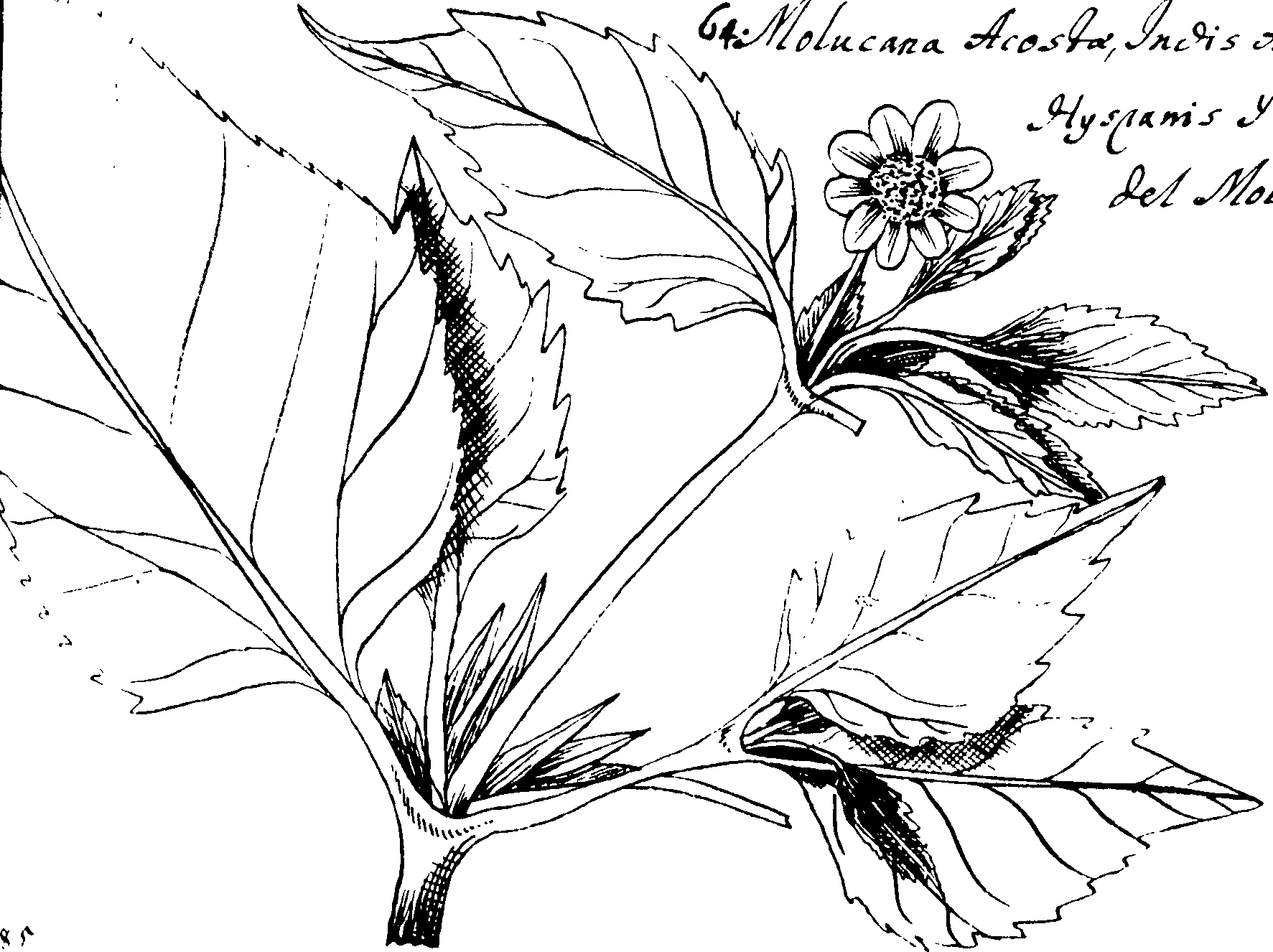
Planche de lHistoria plantarum generalis.

- Gottfried Wilhelm Leibniz : De geometria recondita et analysi indivisibilium atque infinitorum  (De la géométrie profonde et analyse des indivisibles et de l'infini), premier exposé du calcul intégral, publié en latin dans les Acta Eruditorum, faisant suite à l'exposé des différentielles deux ans plus tôt[3].
- Edme Mariotte : Traité du mouvement des eaux et des autres corps fluides.
- Fontenelle : Entretiens sur la pluralité des mondes, ouvrage d'astronomie vulgarisant les travaux de Descartes et de Copernic.
- Edmond Halley : An Historical Account of the Trade Winds, and Monsoons, Observable in the Seas between and Near the Tropicks, with an Attempt to Assign the Phisical Cause of the Said Winds (Description historique des vents alizés et des moussons observables en mer entre ou à proximité des Tropiques, avec un essai pour déterminer la cause physique de ces vents), publié dans les Philosophical Transactions.
- John Ray : Historia plantarum generalis, première tentative d'une flore mondiale.

## Naissances
- 10 février : Jan Frederik Gronovius (mort en 1762), botaniste néerlandais.
- 24 mai : Gabriel Fahrenheit (mort en 1736), physicien et ingénieur allemand.
- 6 juillet : Antoine de Jussieu (mort en 1758), botaniste et médecin français.
- 6 août : Julien Le Roy (mort en 1759), scientifique français, horloger de Louis XV.
- 22 octobre : Niccolò Gianpriamo (mort en 1759), prêtre jésuite italien, missionnaire en Chine, astronome et mathématicien.
- Date précise inconnue :
  - Jane Squire (morte en 1743), écrivaine scientifique anglaise

## Décès

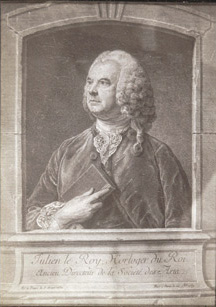
Julien Le Roy

- 11 mai : Otto von Guericke (né en 1602), physicien et homme politique allemand, connu pour ses expériences sur le vide, notamment les hémisphères de Magdebourg en 1654[4].
- 7 juin : Pietro Mengoli (né en 1626), mathématicien italien.
- 26 novembre : Niels Stensen (né en 1638), anatomiste et géologue d'origine danoise.